# Црква Светог пророка Илије у Мачевцу
Црква Светог пророка Илије у Мачевцу, насељеном месту на територији општине Свилајнац, припада Епархији браничевској Српске православне цркве.